# Jim Smith
Jim Smith (født Johannes Jørgensen den 1. februar 1867 – 24. januar 1913) var en dansk professionel bokser, som deltog i den første professionelle boksekamp i Danmark.
Johannes Jørgensens onkel var skibskaptajn, og Jørgensen tog som 14-årig hyre som skibsdreng på onklens skib på et togt til Australien. Da han var nået til Australien, rømmede Johannes Jørgensen skibet og tog i stedet ophold i Australien. Her kom han siden i kontakt med den seks år ældre australske sværvægtsbokser Peter Jackson. Jackson var født på St. Croix som efterkommer af sorte slaver i det den gang danske Dansk Vestindien og var således dansk statsborger, inden han flyttede til Australien. Jackson var ved at skabe sig en karriere som professionel bokser i Australien og inspirerede den unge Johannes Jørgensen til at begynde at bokse, og Jørgensen vandt en række kampe i sit nye hjemland. Johannes Jørgensen, der havde skiftet navn til det mere angelsaksisk klingende "Jim Smith", vandt bl.a. et amatørmesterskab i en af Australiens delstater. Jim Smith begyndte at bokse som professionel omkring 1890'erne i Australien. Der foreligger ikke præcise data fra de første af disse kampe, der var mere eller mindre offentlige nævekampe. Det er omdiskuteret, i hvilket omfang kampene blev afviklet med eller uden boksehandsker eller om de blev afviklet under Queensberryreglerne. Det ligger tilsyneladende fast, at Jim Smith i 1885 vandt en professionel kamp mod en John Jones, men de nærmere omstændigheder er ikke fastlagt. Herudover havde Jim Smith formentlig en række kampe i USA og England, inden han i 1895 eller 1896 kom tilbage til Danmark. 
Hjemvendt til Danmark blev Jim Smith ansat som boksetræner i Athletklubben Hermod i København. Nogenlunde samtidig havde den nystiftede Arbejdernes Idræts Klub af 1895 også taget boksning på programmet under ledelse af "Sprøjteføreren" P.L. Jacobsen. Det var herefter nærliggende at arrangere en kamp mellem de to boksetrænere fra de to klubber. Kampen blev arrangeret den 12. februar 1896 i et træningslokale. Ringen bestod af fire stole med reb imellem. 
P.L. Jacobsen havde ikke som Jim Smith tidligere bokset professionelt, og var i en alder af 42 år noget ældre end den 29-årige Jim Smith. Efter 4 omgange af 2 minutter blev det besluttet at stoppe kampen og erklære Jim Smith som vinder. 
Selvom der havde været afholdt mere eller mindre organiserede boksekampe i Danmark inden kampen mellem Jim Smith og "Sprøjteføreren", anses kampen generelt som den første professionelle boksekamp i Danmark. "Sprøjteføreren" boksede ikke siden professionelt, men Jim Smith fortsatte karrieren som professionel bokser i weltervægt og mellemvægt. 
Efter kampen mod "Sprøjteføreren" virkede Jim Smith som bokseinstruktør og boksede selv en række professionelle kampe i København. I 1907 blev arrangeret en kamp mod den unge Holger Hansen, der boksede sin kun anden kamp. Jim Smith opnåede uafgjort, og Smith besejrede senere i 1908 landsmanden Waldemar Holberg, der gjorde sin professionelle debut. Efter endnu en sejr over Holberg og over Holger Hansen blev Jim Smith matchet mod den rutinerede sorte amerikaner Bobby Dobbs, der trods en relativ høj alder kort forinden havde knockoutet Holger Hansen i København. Smith led sit første nederlag efter hjemkomsten til Købehavn, da Dobbs stoppede ham i 11 omgang. Den 4. april 1912 boksede Jim Smith for første gang uden for Danmark efter sin hjemkomst, da han i Berlin mødte den tyske mester i mellemvægt Otto Flint, der slog Smith ud i kampens 9. omgang. Flint vandt siden det tyske mesterskab i sværvægt.
Efter nederlaget til Otto Flint boksede Jim Smith en enkelt kamp, da han i København den 19. maj 1912 vandt over Handy Johnsson, og Jim Smith lagde herefter handskerne på hylden. 
Det er ganske usikkert, hvor mange kampe Jim Smith nåede at bokse. Der foreligger ikke detaljerede rapporter om kampene i Australien. Der er for eftertiden rapporteret 18 kampe, hvoraf Smith vandt de 13 (6 på KO), tabte 2 (2 KO) og opnåede uafgjort 3 gange. 

## Dokumentarfilm
Enkelte af Jim Smiths kampe i Danmark er filmet og er bevaret for eftertiden. Der foreligger filmene Boksekamp, en filmoptagelse foretaget af Nordisk Film i 1909 og filmen Boksekamp fra 1912 indeholdende optagelse af Jim Smiths kamp mod Bobby Dobbs.

## Eksterne links
- Det Danske Bokseregister, René Villadsen p. 9-12
- Den første officielle boksekamp i Danmark, furnyt.dk
- Jim Smiths rekordliste (Webside ikke længere tilgængelig) på boxrec.com